# Jacquez
Pour les articles homonymes, voir Jacquet.
Le jacquez — orthographié jacquet dans les Cévennes — est un cépage de couleur noire, hybride de raisin américain d'origine Vitis aestivalis et de Vitis vinifera européenne.

## Description
Longtemps utilisé comme producteur direct, il fut aussi utilisé comme porte-greffe dans le midi de la France pour les besoins de la reconstruction du vignoble après la crise du phylloxéra en 1873 en raison de sa grande résistance aux maladies (oïdium, mildiou) et phylloxéra : certaines de ces vignes greffées sur jacquez existent encore aujourd'hui.
En France, c'est un cépage qui a été prohibé en 1935 ainsi que les cinq autres du même groupe : le clinton, l'herbemont, l'isabelle, le noah et l'othello. L'interdiction du commerce a été reprise dans les règlements européens.
La culture de ces six cépages a été interdite, officiellement pour des raisons sanitaires[non neutre]. En effet, le taux de méthanol (toxique du nerf optique) du vin issu de ces cépages est plus élevé que dans celui issu de Vitis vinifera. Pourtant, une simple analyse permet de prouver que ce taux n'est pas si élevé qu'on le dit[non neutre]. D'autre part, seule la fermentation du jus de raisin peut produire le méthanol ; on peut donc manger le raisin ou boire le jus sans risque.
À la demande du Parc naturel régional des Monts d’Ardèche, une étude universitaire[réf. nécessaire] a conclu que « Le vin issu de Jacquez contient donc un taux de méthanol comparable à celui que l’on peut
trouver dans les vins issus de merlot, cabernet, syrah ou sauvignon, et n’est donc pas plus
dangereux pour la santé, au contraire son taux de resvératrol est très élevé ».
La volonté de conserver une « image de prestige » pour les vins français semble justifier le maintien de l'interdiction[non neutre], les six cépages cités plus haut donnant des vins différents de ceux issus de Vitis vinifera.
Le jacquez est connu aussi sous les noms suivants : alabama, black El Paso, black July, black Spanish, blue French, burgundy, Cigar Box Grape, Clarence, Deveraux, French Grape, Jacques, Jacquet, Jaquez, July Sherry, Lenoir, Long Laliman, Longworth´s Ohio, Maccandless, Ohio, Sherry of the South, Sumpter, Thurmond, Tintiglia, Warren und Zsake[réf. nécessaire].
Le jacquez est cultivé au Texas pour la fabrication d'un brandy. On le trouve également au Pérou.
Malgré l’interdiction, le jacquez a été maintenu jusque dans les années 1960 dans quelques communes du piémont de la montagne de Lure.